# FC Dinamo București în sezonul 1959-1960
Sezonul 1959-60 este al 11-lea sezon pentru FC Dinamo București în Divizia A. Dinamo încheie campionatul pe un modest loc opt, mai aproape de zona retrogradării decât de titlu. Prestația de pe teren propriu a fost mizerabilă, cu doar trei victorii în 11 meciuri, Dinamo fiind a 11-a dintre cele 12 echipe din campionat la punctele adunate acasă.
După eșecul cu Rapid din etapa a noua, Iuliu Baratky este demis, în locul său fiind adus Traian Ionescu.
După derbiul din tur, Dinamo-CCA 2-1, ambele echipe au adresat o scrisoare deschisă comună propriilor suporteri, în care își cereau scuze pentru că nu oferiseră un meci de calitate, promițând că în viitor vor juca mult mai spectaculos.

## Rezultate
| Divizia A | Divizia A          | Divizia A                  | Divizia A | Divizia A |
| Etapa     | Data               | Adversar                   | Stadion   | Rezultat  |
| --------- | ------------------ | -------------------------- | --------- | --------- |
| 1         | 16 august 1959     | Știința Cluj               | deplasare | 1-2       |
| 2         | 23 august 1959     | Minerul Lupeni             | acasă     | 0-0       |
| 3         | 6 septembrie 1959  | CCA București              | acasă     | 2-1       |
| 4         | 13 septembrie 1959 | UTA                        | deplasare | 0-2       |
| 5         | 20 septembrie 1959 | Dinamo Bacău               | acasă     | 0-2       |
| 6         | 27 septembrie 1959 | Progresul București        | deplasare | 1-1       |
| 7         | 11 octombrie 1959  | Petrolul Ploiești          | deplasare | 2-0       |
| 8         | 18 octombrie 1959  | Steagul Roșu Orașul Stalin | acasă     | 2-2       |
| 9         | 25 octombrie 1959  | Rapid București            | deplasare | 0-1       |
| 10        | 15 noiembrie 1959  | Jiul Petroșani             | deplasare | 0-0       |
| 11        | 22 noiembrie 1959  | Farul Constanța            | acasă     | 1-1       |
| 12        | 6 martie 1960      | Știința Cluj               | acasă     | 0-0       |
| 13        | 13 martie 1960     | Minerul Lupeni             | deplasare | 2-2       |
| 14        | 20 martie 1960     | CCA București              | deplasare | 3-3       |
| 15        | 27 martie 1960     | UTA                        | acasă     | 2-2       |
| 16        | 3 aprilie 1960     | Dinamo Bacău               | deplasare | 4-1       |
| 17        | 10 aprilie 1960    | Progresul București        | acasă     | 0-1       |
| 18        | 2 iunie 1960       | Petrolul Ploiești          | acasă     | 1-3       |
| 19        | 8 mai 1960         | Steagul Roșu Orașul Stalin | deplasare | 2-1       |
| 20        | 5 iunie 1960       | Rapid București            | acasă     | 2-0       |
| 21        | 12 iunie 1960      | Jiul Petroșani             | acasă     | 3-1       |
| 22        | 19 iunie 1960      | Farul Constanța            | deplasare | 1-3       |

| Cupa României | Cupa României     | Cupa României      | Cupa României | Cupa României |
| Etapa         | Data              | Adversar           | Stadion       | Rezultat      |
| ------------- | ----------------- | ------------------ | ------------- | ------------- |
| șaisprezecimi | 29 noiembrie 1959 | Metalul Târgoviște | Ploiești      | 4-3           |
| optimi        | 6 decembrie 1959  | Prahova Ploiești   | Târgoviște    | 3-1           |
| sferturi      | 15 iunie 1960     | Știința Timișoara  | Sibiu         | 0-1           |

| Legendă    |
| ---------- |
| victorie   |
| egal       |
| înfrângere |

## Transferuri
Principalele transferuri efectuate de Dinamo înaintea sezonului: Haralambie Eftimie (Dinamo Bacău). Sunt promovați de la Tineretul Dinamovist Dumitru Ivan și Lică Nunweiller.